# Urbain Van de Voorde
Urbain Van de Voorde (Blankenberge, 27 oktober 1893 – Leuven, 16 juli 1966) was een Vlaamse schrijver , dichter en prozaïst.

## Biografie
Hij begon zijn loopbaan als ambtenaar en werd later journalist. Vanaf 1947 werd hij redacteur kunst en letteren bij het dagblad De Standaard. Daarnaast werkte hij mee aan verschillende Nederlandse en Vlaamse tijdschriften, zoals het literair en algemeen-cultureel maandblad “De Stem”.
Van de Voorde debuteerde in 1921 met de verzenbundel De haard der ziel. Zijn poëzie is traditioneel en plechtstatig en zoeken de zin van het leven. Als criticus verzette Van de Voorde zich sterk tegen expressionistische, dadaïstische en experimentalistische vernieuwingen in de Nederlandse poëzie. Hierdoor kreeg hij veel kritiek te verwerken uit modernistische kringen. Vooral in het essay Modern, al te modern uit 1931 verzet hij zich sterk tegen elke vernieuwing en toont hij zich een ware traditionalist.
Zijn essays behandelen meestal traditionele Vlaamse schrijvers, zoals Guido Gezelle en Karel van de Woestijne.